# Hszian Hszing-haj

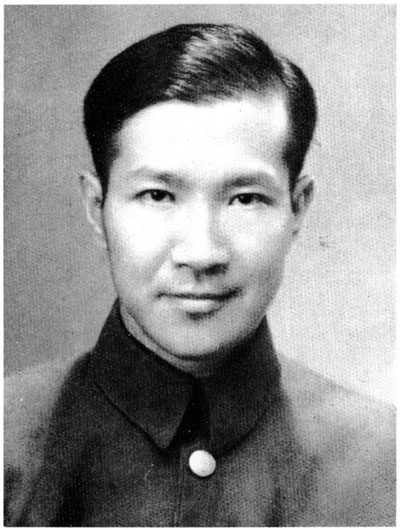
A fiatal művész

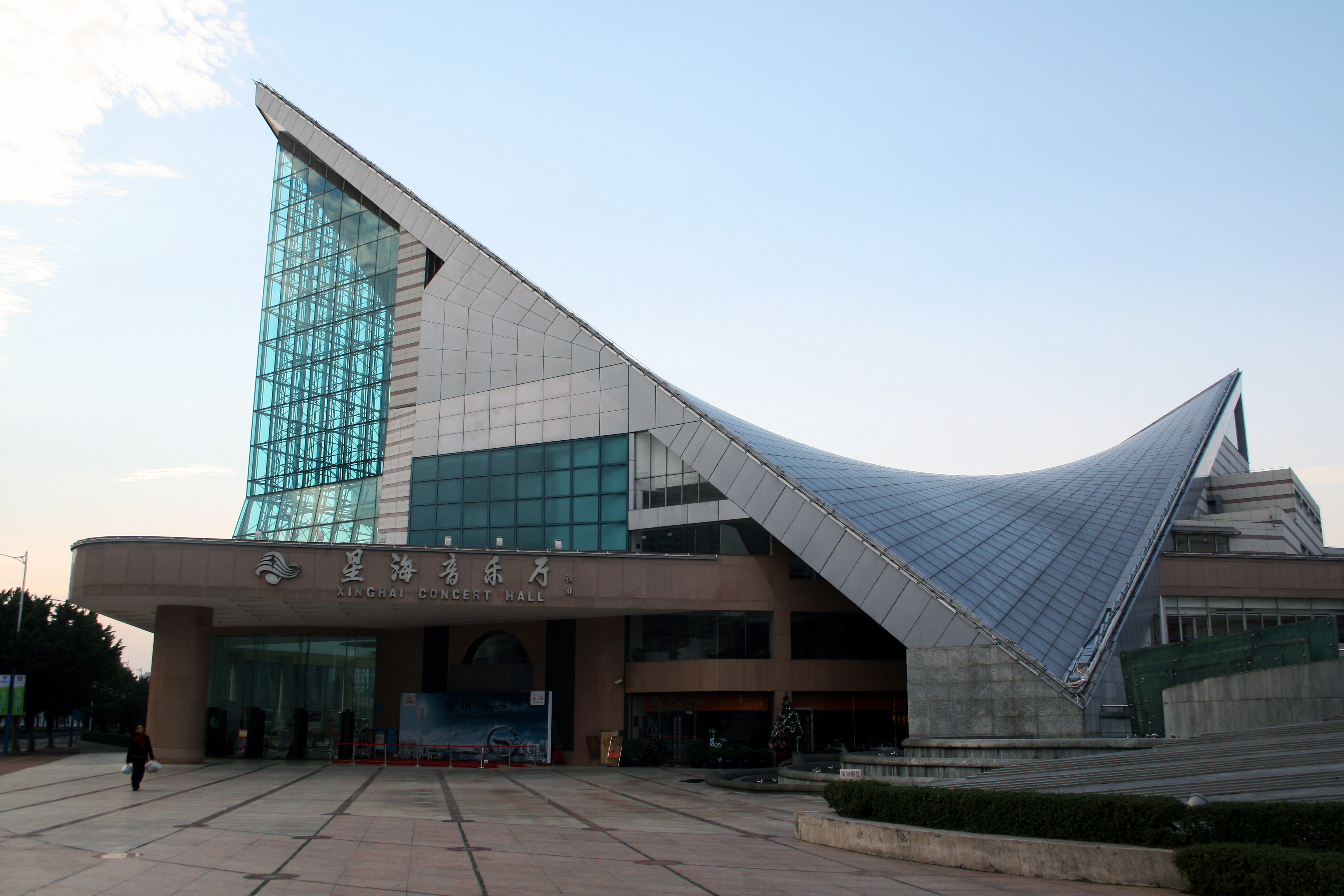
Hszing-haj (Xinghai) Hangverseny Terem Kantonban (Guangzhouban)

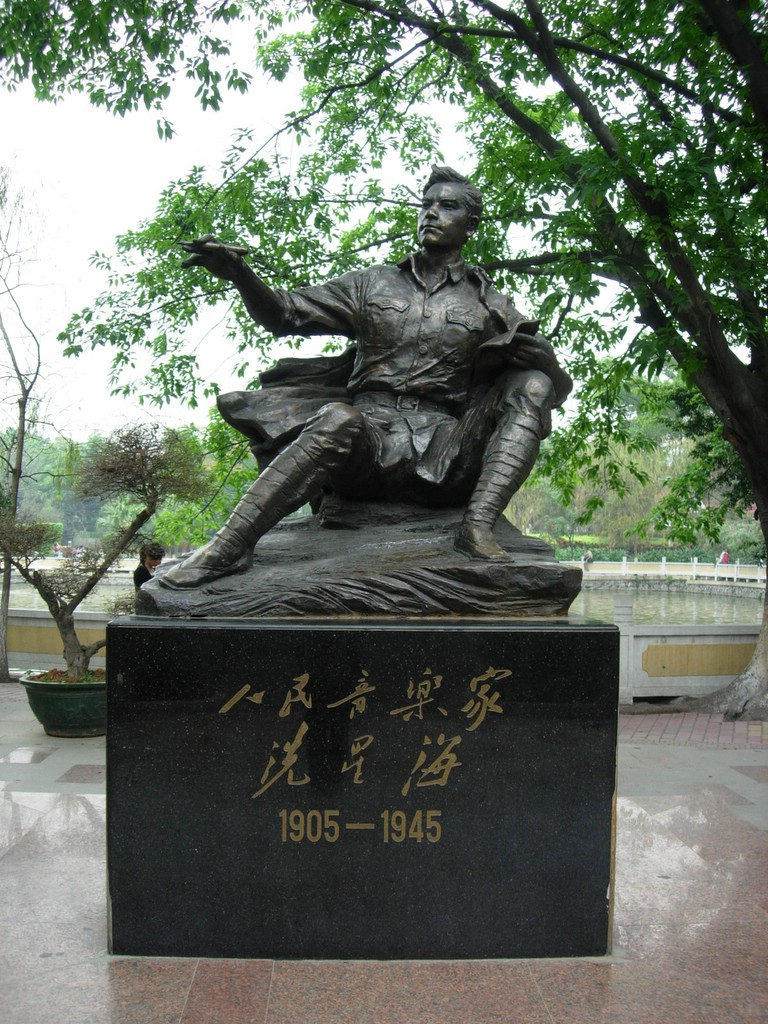
Hszing-haj (Xinghai) szobra Makaón

Hszing-haj (Xinghai) emlékműve Almatiban

Hszian Hszing-haj (Xian Xinghai) (kínai írással: 冼星海; pinjin átírással: Xiǎn Xīnghăi; magyaros átírással: Hszian Hszing-haj ; 1905. június 13., Makaó, Makaói kormányzóság, Portugál Királyság – 1945. október 30., Moszkva, Szovjetunió) kínai zeneszerző.

## Élete
Hszian Hszin-haj (Xian Xinghai) egy Panjüből (Panyuból) (Kanton (Guangzhou) kerülete), Kuangtung (Guangdong) tartományból származó tanka (hajós) család sarjaként született az akkor portugál kormányzat alatt álló Makaón. Édesapja még születése előtt elhunyt. Az elszegényedett anya, Huang Szu-jing (Huang Suying) sokat költözött fiával, majd 1911-ben Szingapúrban telepedett le. Tanulmányait az itteni Jangcseng (Yangzheng) Általános Iskolában kezdte, amely egyben zenei pályafutása kezdetét is jelentette. Tanára, Ou Csien-fu (Ou Jianfu), fedezte fel zenei tehetségét és vette rá a fiatal Hsziant (Xiant), hogy lépjen be az iskola zenekarába. 1918-tól Kantonban (Guangzhouban) folytathatta tanulmányait, mert az iskola igazgatója, Lin Jao-hsziang (Lin Yao Xiang), beválasztotta azon húsz fiatal közé, akik ösztöndíjjal hazajuthattak. Itt a Lingnan Egyetem keretein belül működő YMCA Karitatív Iskolában klarinétozni tanult. Egyetemi tanulmányait 1926-ban kezdte a Pekingi Egyetemen működő Nemzeti Zenei Intézetben, majd két évvel később a Sanghaji Nemzeti Konzervatóriumban folytatta, ahol hegedülni és zongorázni tanult. Itt jelenik meg jelentős tanulmánya, Az egyetemes zene. 1929-ben kínai állami ösztöndíjjal Párizsba megy, ahol Ma Sze-cung (Ma Sicong) bevezeti őt az ottani művészvilágba. 1934-ben, első kínaiként, felvételt nyer a Párizsi Konzervatóriumba, ahol zeneszerzést tanul, olyan neves tanároktól, mint Vincent D'Indy és Paul Dukas. Itt komponálja néhány jelentős művét, mint a Szél című kórusművet vagy a D-moll hegedűszonátát.
1935-ben visszatért Kínába, a japánok által megszállt Mandzsúriába és a zenét fegyverként használva kiállt a megszállás ellen. A második kínai–japán háború idején hazafias dalokat szerzett, lelkesítve a japánok ellen harcoló honfitársait többek között Vuhanban (Wuhanban). Ez idő alatt filmstúdiókban is dolgozott. 1938-ban feleségül vette Csien Jün-linget (Qian Yun Linget), a Kínai Kommunista Párt egyik gazdaságpolitikusának lányát. Ebben az évben a kommunisták meghívására, azok székhelyére, Jenanba (Yan'anba) ment és a Lu Hszün (Lu Xun) Művészeti Akadémia Zenei Tanszékének vezetője lett. Itt írta leghíresebb művét a Sárga Folyó kantátá-t és a kommunista érzelmű Termelési kórus-t. A következő évben maga is belépett a kommunista pártba, a rákövetkező évben pedig Moszkvába utazott, tanulni és dolgozni. Az elutazása előtt Mao Ce-tung (Mao Zedong) személyesen látta vendégül egy vacsorára. 1941-ben a német támadás elől menekülni kényszerült, de Seng Si-caj (Sheng Shicai) a korábban szovjetbarát, ám ekkorra antikommunistává váló észak-kínai hadúr megakadályozta hazatérését, így Kazahsztán fővárosában, Almatiban ragadt. Itt születtek a Nemzet felszabadítása és a Szent háború című szimfóniái és zenekari szvitjei. Itt elkapta a TBC-t. A háború végén visszautazott Moszkvába, kórházi kezelésre. 1945. október 30-án hunyt el egy a Kremlhez közeli kórházban.

## Művei
Hszian Hszin-haj (Xian Xinghai) rövid élete során közel 300 művet komponált és több zenei tanulmányt is hagyott az utókorra. Filmzenéi között találjuk Gaston Leroux Az Operaház Fantomjának kínai filmváltozatához, az 1937-es Éjféli dalhoz írt zenéjét, melyet a film 1995-ös remakejéhez, a The Phantom Lover-hez is felhasználtak.

### Dalok, kórusművek
- Szél (1934)
- A vándor dala (1934)
- A nemzet megmentése (1935)
- Gerillák dala (1935)
- Az utak megnyílnak általunk (1936)
- A hatalmas Szibéria (1936)
- Az Anyaföld gyermeke (1936)
- A Tajhang (Taihang) hegységben (1937)
- Ugrás az ellenség háta mögé (1937)
- Termelési kórus (Op.6., 1939)

### Zenekari művek
- Sárga Folyó kantáta (Op.7., 1939)
- Hszimenghuj (Ximenghui) Kantáta (1940)
- Kínai rapszódia fúvósokra és vonósokra (Op.26.)
- 'Amangeldy' szimfonikus költemény (Op.22.)
- 1. 'A Nemzet felszabadítása' szimfónia (Op.5., befejezés: 1941)
- 2. 'Szent Háború' szimfónia (Op.17., 1942)
- D-moll hegedűszonáta (Op.3., 1934)
- 1. szvit (Op.9.)
- 2. 'Azolla' szvit (Op.10.)
- 3. 'Minden vörös a folyó felett' szvit (Op.14.)
- 4. szvit (Op.15.)
- Három kazah tánc
- Sárga Folyó zongoraverseny

## Emlékezete
- Kanton (Guangzhou) városban nevét viseli a Hszin-haj (Xinghai) Zenei Konzervatórium, Hszin-haj (Xinghai) Hangverseny Terem, a Panjü (Panyu) Hszian Hszin-haj (Xian Xinghai) Emlékközpont és a Hszin-haj (Xinghai) park.
- Makaón utca viseli a nevét, melynek elején áll a zeneszerző szobra, amelyet születésének 100. évfordulójakor állítottak.
- A délkelet-kínai Talienben (Dalianban) teret neveztek el róla.
- Almatiban is utca viseli a nevét, 1999 novembere óta. A városban emlékművet is állítottak a zeneszerző tiszteletére.
- 2009-ben egy házaspár, Csienkuan Li (Qiankuan Li) és Kujjün Hsziao (Guiyun Xiao), filmet forgatott Hszin-haj (Xinghai) nehéz gyermekkoráról és édesanyja áldozatos munkájáról, A Csillag és a Tenger címmel.